# Les Barthes
Les Barthes település Franciaországban, Tarn-et-Garonne megyében. Lakosainak száma 586 fő (2022. január 1.). Les Barthes Castelsarrasin, Labastide-du-Temple, Lizac és Moissac községekkel határos.

## Népesség
A település népessége az elmúlt években az alábbi módon változott:
| Lakosok száma | 523  | 553  | 577  | 567  | 566  | 564  | 571  | 580  | 586  |
|               | 2013 | 2015 | 2016 | 2017 | 2018 | 2019 | 2020 | 2021 | 2022 |